# Caffè de la Paix
| Recensione              | Giudizio       |
| ----------------------- | -------------- |
| Ondarock                | Pietra miliare |
| Dizionario del pop-rock |                |

Caffè de la Paix è il diciassettesimo album musicale di Franco Battiato, pubblicato nel 1993 dalla EMI Italiana. Il titolo è una citazione dello storico locale di Parigi dove Georges Ivanovič Gurdjieff – i cui insegnamenti hanno profondamente influenzato Battiato – scriveva e incontrava i suoi allievi.
L'album si classifica Miglior Disco dell'Anno nel referendum di Musica e dischi e risulta il trentaseiesimo disco più venduto in Italia durante l'anno.

## Descrizione
Battiato, già affermatosi nel decennio precedente grazie ad alcuni album di successo popolare (primo fra tutti La voce del padrone del 1981) e reduce dalla pubblicazione di Come un cammello in una grondaia (1991), in Caffè de la Paix riesce a coniugare perfettamente tutti i suoi interessi musicali e culturali, facendo confluire nel disco sia testi esotici e ironici che spirituali, in un riuscito incontro fra i sound degli strumenti orientali come la tabla e la tambura, di quelli classici quali la viola e l'oboe e di quelli rock, come la chitarra elettrica, il basso e la batteria.
I testi delle tracce possono essere ritenuti pura espressione del sincretismo culturale e religioso di Battiato, perché vanno dalla mitologia greca (Atlantide) alla società romana (Delenda Carthago), passando per la tradizione popolare irachena (Fogh in Nakhal) e le atmosfere orientali (Haiku), in un insieme costellato di riflessioni sullo spirito, sul trascendente e sulle esistenze extra-terrene (Sui giardini della preesistenza, Lode all'inviolato). Numerose le lingue utilizzate: l'arabo nel canto tradizionale Fogh in Nakhal, il latino in Delenda Carthago, estratto del III libro delle Elegie di Properzio, e il persiano nel finale del testo di Haiku, scritto da Angelo Arioli e interpretato da Pouran Ghaffarpour.
Il testo in italiano del brano Haiku contiene una breve lirica tratta da "Guanciale d'erba" di Natsume Soseki, appena modificata e non citata nel booklet del disco, dal quale si desume che il testo in lingua italiana sia solo di Battiato. Il libro di Soseki, pubblicato in Italia prima da L'Ottava (casa editrice dello stesso Battiato, nel 1993) poi da Edizioni Bea (2013), è stato tradotto dal giapponese da Lydia Origlia. La breve lirica di Soseki è: Alla rugiada scesa / sui fiori di miscanthus / quando s'annuncia l'autunno / assomiglio / io che devo svanire. 
In copertina vi è un particolare da un dipinto di Süphan Barzani, pseudonimo usato dallo stesso Battiato quando dipingeva.

### Caffè de la Paix
L'album in questione si apre con il brano omonimo, che rimanda al contesto parigino di George Ivanovitch Gurdjieff, filosofo e fondatore della cosiddetta Quarta Via. Il Caffè de la Paix di Parigi, luogo prediletto dal maestro armeno, diventa uno spazio emblematico, in cui Gurdjieff scriveva i suoi testi e si incontrava con discepoli, ammiratori e giornalisti. Questo ambiente rappresenta il punto di partenza per il viaggio sonoro e concettuale dell'album, il cui primo brano è interamente incentrato sul tema del sonno fisico e del sogno come esperienza rivelatoria. Nella lirica del brano, il sogno appare come un veicolo attraverso il quale si accede a ricordi di vite passate: "Quando fui donna o prete di campagna, un mercenario o un padre di famiglia. Per questo in sogno ci si vede un po' diversi, e luoghi sconosciuti sono familiari." Tale concezione rimanda alla nozione di reincarnazione e alla riflessione sul senso e la memoria delle esistenze passate.
Questa tematica trova una profonda connessione con il pensiero di Alejandro Jodorowsky, amico e collaboratore di Franco Battiato. Il regista e scrittore, noto per il suo interesse per le dinamiche psico-spirituali, ha influenzato Battiato, in particolare nel contesto del "sogno lucido". Jodorowsky, nel suo libro Psicomagia, definisce l'interpretazione dei sogni come una pratica millenaria, ma ne propone una dimensione ulteriore, quella del sogno lucido: "La fase successiva, che supera ogni tipo di interpretazione, consiste nell’entrare nel sogno lucido, in cui si è coscienti del fatto che si sta sognando, e questa consapevolezza ci dà la possibilità di lavorare sul contenuto del sogno." In questa dimensione, l’individuo non è più un semplice spettatore del proprio sogno, ma diventa parte attiva, capace di influenzare e modificare la propria esperienza onirica, un tema che Battiato esplorerà ulteriormente in collaborazione con Jodorowsky, protagonista del secondo film del musicista siciliano, Musikanten.

### Sui giardini della preesistenza
Il brano Sui giardini della preesistenza rappresenta un punto di ritorno nella carriera musicale di Franco Battiato, sia sotto il profilo stilistico che tematico. Parte integrante del suo album L'era del Cinghiale Bianco, questo brano segna un approfondimento delle riflessioni spirituali e filosofiche già esplorate nelle sue opere precedenti. Con Sui giardini della preesistenza, Battiato rielabora, infatti, l'idea dei "tempi d'oro", concetto che aveva già trattato nel brano Atlantide. La canzone si apre con la riflessione sul passato, evocando l'immagine di un'epoca remota, caratterizzata da un'attenzione e una consapevolezza superiori: “Torno a cantare il bene e gli splendori dei sempre più lontani tempi d’oro, quando noi vivevamo in attenzione perché non c’era posto per il sonno.”
Questa tematica del "sonno" assume un significato profondo e filosofico nel contesto dell'opera di Battiato, in connessione con la psicologia gurdjieffiana. Il brano si inserisce all'interno di un pensiero che aveva già trovato espressione in Cinghiale Bianco, dove la riflessione su un mondo ideale e originario, puro, coincide con un concetto di attenzione elevata e vigile. Il "sonno", quindi, non è inteso semplicemente come mancanza di coscienza notturna, ma come una condizione più pericolosa e insidiosa della vita quotidiana. La citazione di Gurdjieff che Battiato riprende nella sua musica, “Egli (l’uomo) vive nel sonno. Dorme. Quello che chiama la sua ‘coscienza lucida’ non è che sonno, e un sonno molto più pericoloso del suo sonno, la notte, nel suo letto”, racchiude l’essenza di questo pensiero. Gurdjieff, infatti, sosteneva che l'essere umano vive in uno stato di "sonno" psicologico, incapace di accedere a una consapevolezza piena della propria esistenza.
Nel testo del brano, il concetto di "sonno" si intreccia con l'importanza dell'“attenzione”, che è un tema ricorrente anche nel pensiero gurdjieffiano. Gurdjieff, infatti, sottolineava l'importanza di sviluppare una maggiore attenzione come strumento per la crescita spirituale. “La gente non ha attenzione,” scriveva Gurdjieff, “Voi dovete cercare di procurarvene. L’osservazione di sé è possibile soltanto se si è capaci di attenzione. Cominciate con piccole cose.” Questo richiamo all'osservazione di sé come base per un risveglio spirituale si riflette nell'interpretazione musicale di Battiato, che attraverso la sua poetica cerca di stimolare una riflessione sulla condizione esistenziale dell'uomo e sulla possibilità di una sua elevazione attraverso un maggiore risveglio interiore.

### Ricerca sul terzo
Il brano Ricerca sul Terzo di Franco Battiato descrive in dettaglio la pratica della meditazione, un aspetto centrale nella sua filosofia personale e musicale. Il testo espone un’esperienza meditativa vissuta in uno stato di profondo rilassamento fisico e mentale, ispirato alle pratiche spirituali dell’antichità. Battiato afferma di sedersi “alla maniera degli antichi Egizi”, con i palmi delle mani appoggiati delicatamente sulle gambe e il busto eretto, creando una postura simbolica e funzionale che invita al risveglio interiore. La posizione è descritta come un "minareto verso il cielo", suggerendo una connessione mistica e ascendente con il divino e l’universo.
La meditazione viene poi descritta come una condizione di sonno cosciente: “Come se fossi entrato in pieno sonno ma coi sensi sempre più coscienti e svegli”. Questo paradosso suggerisce un equilibrio tra il rilassamento profondo e la vigilanza mentale, con un conseguente beneficio per il corpo, il cuore e la mente. Il brano affronta anche il tema della mente come prigione dei pensieri, che spesso legano e limitano la libertà interiore.
Il termine Terzo nel titolo fa riferimento al concetto del "terzo occhio", una nozione spirituale che molte tradizioni esoteriche collegano alla ghiandola pineale, situata nel cervello. Questa ghiandola, secondo alcune teorie, sarebbe il centro della percezione extrasensoriale e del risveglio spirituale. Battiato, attraverso la sua musica, invita all'esplorazione di questi stati interiori di coscienza elevata, facendo della meditazione una pratica di liberazione e conoscenza interiore.
Nel videoclip del brano Caffè de la Paix, Battiato si mostra in una fase di meditazione, enfatizzando ulteriormente la sua connessione con la pratica spirituale. In quest'occasione, l'immagine visiva si fonde con il tema sonoro della ricerca interiore. Il risveglio spirituale, infatti, è un tema ricorrente nella sua musica e nelle sue parole.

### Lode all'inviolato
In Lode all'Inviolato l'autore celebra la vita di chi è "sveglio" e più ancora di chi è "saggio". La saggezza, intesa come l’integrazione di consapevolezza e conoscenza, diventa il culmine del risveglio spirituale. Il riferimento alla "vita degna" evoca l'idea di un’esistenza che trascende il materialismo e le limitazioni della mente ordinaria, per abbracciare una dimensione più alta della realtà.

## Tracce
Testi e musiche di Franco Battiato, tranne dove indicato.
1. Caffè de la Paix – 4:26
2. Fogh in Nakhal (canzone tradizionale irachena) – 3:33
3. Atlantide – 3:58 (testo: Carlotta Wieck)
4. Sui giardini della preesistenza – 3:48
5. Delenda Carthago – 3:59 (testo: Angelo Arioli)
6. Ricerca sul terzo – 3:59
7. Lode all'inviolato – 3:53
8. Haiku – 3:48 (testo: Franco Battiato e Angelo Arioli)

Durata totale: 31:24

## Formazione
- Franco Battiato – voce
- Filippo Destrieri, Angelo Privitera – tastiera
- John Giblin – basso
- Gavin Harrison – batteria
- Antonio Ballista – pianoforte
- Jakko Jakszyk – chitarra
- Debendra Kanti Chakraborty – tabla (in Ricerca sul terzo)
- Buddhadev Das Gupta – sarod (in Ricerca sul terzo)
- Alessio Alba – tamboura (in Ricerca sul terzo)
- Fabrizio Merlini – viola
- Marco Boni – violoncello
- Roberto Mazza – oboe
- Guido Corti – corno
- Chamber Music – cori
- Pouran Ghaffarpour – voce (in Haiku)

## Classifiche

### Classifiche settimanali
| Classifica (1993) | Posizione raggiunta |
| ----------------- | ------------------- |
| Italia            | 3                   |